# 山中大輔
山中 大輔（やまなか だいすけ、1981年1月7日 - ）は日本の元プロボクサー。第31代日本スーパーバンタム級王者。白井・具志堅スポーツジム所属。福岡県太宰府市出身。

## 来歴
伯父の勧めで白井・具志堅スポーツジムに入門。
2000年9月25日、プロデビューを4回判定勝ちで飾る。
2001年7月23日、東日本スーパーバンタム級新人王戦予選で望月義将に敗れ初黒星と共に敗退。
2004年6月21日、その後9戦9勝7KOで瀬藤幹人との試合で敗れ、連勝ストップ。
2006年6月17日、日本スーパーバンタム級王者福原力也(ワタナベジム)と対戦し、序盤から試合を支配し、福原が右手首の痛みを訴え9回TKO勝ちを収め王座を獲得した。
2006年10月9日、木村章司と対戦し、10回判定勝ちを収め初防衛に成功した。
2007年4月9日、下田昭文と対戦し、10回判定負けを喫し2度目の防衛に失敗、王座から陥落した。
2008年4月5日、下田に挑戦も10回判定で敗れ、返り咲きに失敗し6月に引退を表明。

## 獲得タイトル
- 第31代日本スーパーバンタム級王座(防衛1)